# Urbanice (Hradec Králové)
Urbanice è un comune della Repubblica Ceca facente parte del distretto di Hradec Králové, nella regione omonima.